# Trachypenaeopsis mobilispinis
Trachypenaeopsis mobilispinis is een tienpotigensoort uit de familie van de Penaeidae. De wetenschappelijke naam van de soort is voor het eerst geldig gepubliceerd in 1915 door Rathbun.